# Marie NDiaye
Marie NDiaye (ur. 4 czerwca 1967 w Pithiviers) – francuska powieściopisarka i dramatopisarka. 

## Życiorys
Marie NDiaye jest córką Francuzki i Senegalczyka. Ukończyła szkołę podstawową i średnią we Francji. Studiowała językoznawstwo na Sorbonie i otrzymała stypendium Akademii Francuskiej, dzięki któremu przez rok mieszkała w Villa Medici w Rzymie. Zaczęła pisać w wieku 12 lat; kiedy miała 18 lat ukazała się jej pierwsza książka Quant au riche avenir (1985). Za książkę Rosie Carpe otrzymała Prix Femina w 2001 r. Przez pewien czas mieszkała z rodziną w Akwitanii. W 2007 r. zamieszkała w Berlinie. W 2009 r. zdobyła Nagrodę Goncourtów za Trois femmes puissantes (Gallimard). Jej Papa doit manger (2003) jest jedyną sztuką żyjącej pisarki, która znajduje się w repertuarze Comédie-Française.